# Niederdeutsche Beiträge zur Kunstgeschichte
Niederdeutsche Beiträge zur Kunstgeschichte ist eine Zeitschrift mit Beiträgen zur Kunstgeschichte Norddeutschlands und insbesondere Niedersachsens. Die von den Kunsthistorikern Ferdinand Stuttmann und Gert von der Osten begründeten Jahresbände beinhalten laut ihrem Untertitel vor allem Beiträge zur Kunst und Geschichte, die durch das Landesmuseum Hannover, das Herzog Anton Ulrich-Museum in Braunschweig sowie das Landesmuseum für Kunst und Kulturgeschichte Oldenburg vermittelt werden. Das Periodikum erschien ab 1961 zunächst in Köln bei dem Kunstbuchverlag E. A. Seemann, dann in München und Berlin im Deutschen Kunstverlag.
Nach einer Unterbrechung in den Jahren 2007 bis 2014 erscheinen die unter der ISSN 0078-0537 erfassten Beiträge wieder als Neue Folge mit dem Band 1 im Petersberger Michael Imhof Verlag.